# Vanessa Albus

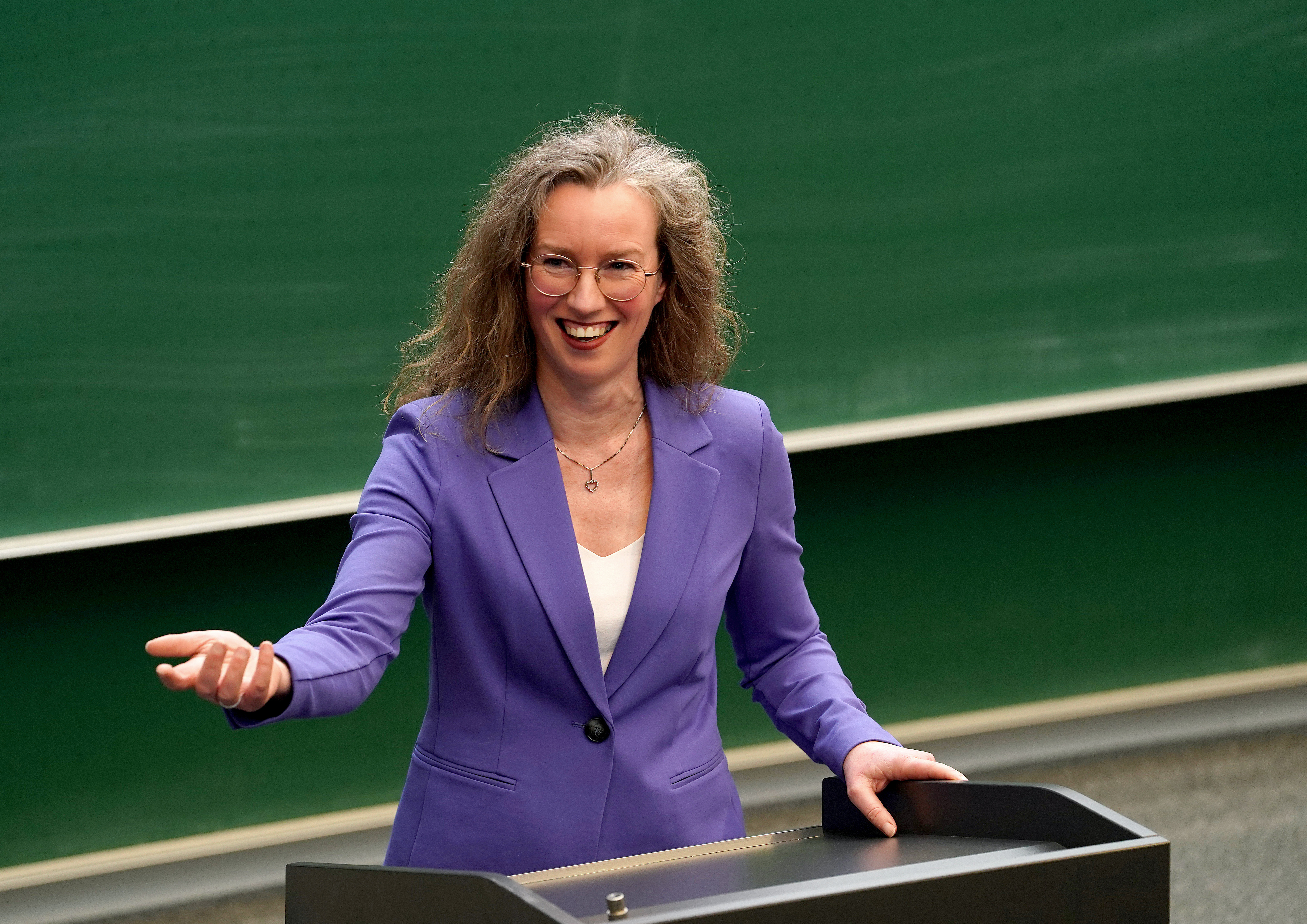
Vanessa Albus, 2024

Vanessa Albus (* 1972) ist eine deutsche Philosophin mit Schwerpunkt in den Bereichen Philosophiedidaktik, Kanonforschung, Metaphorologie und Philosophie des 18. Jahrhunderts.

## Leben
Sie studierte Philosophie und Anglistik in Bochum. Nach der Promotion als Graduiertenstipendiatin 2000 unterrichtete sie an Gymnasien in Dortmund und Hagen sowie am Berufskolleg Iserlohn. Seit 2005 war sie Studienrätin i. H. an der Universität Duisburg-Essen. Dort habilitierte sie sich 2012 und arbeitete seit 2018 als apl. Professorin für Philosophiedidaktik. Albus erhielt 2020 einen Ruf an die Universität Paderborn auf der W3-Professur für Didaktik der Philosophie. Sie ist Herausgeberin der Zeitschrift für Didaktik der Philosophie und Ethik (ZDPE).

## Philosophiedidaktik
Albus’ Auseinandersetzung mit der fachphilosophischen Tradition einerseits und der historiografischen Beschreibung und Analyse der Didaktik der Philosophie andererseits spiegelt ihre Position innerhalb der philosophiedidaktischen Kanonforschung wider. So sucht sie in ihrer Habilitationsschrift die unterschiedlichen Orte und Denkschulen didaktischer Traditionen auf um eine moderne und aktualisierte sowie betont reflexive Position starkzumachen, die zwischen den zwei Polen freien Philosophierens und systematisch-hermeneutischer Tradition vermitteln will. Sie plädiert für die Verwendung eines offenen und gestaffelten Kanon-Konzepts, das sich in reflexiver Auseinandersetzung mit den tradierten Primärtexten und dem Philosophieren für Jedermann, das Ziel setzt, starre Systemphilosophie, Eurozentrismus, diskriminierende Selektion qua Negativkanones und Absolutheitsansprüche zu überwinden, um eine lebhafte Diskussion zu fördern und den Anforderungen einer säkularen, pluralen und sich diversifizierenden Gesellschaft Rechnung zu tragen. So sollen durch einen Exemplakanon einerseits klassische Positionen der Philosophie zugänglich werden, durch Kompetenz-, Hybrid- und Begriffskanones und die Auseinandersetzung über diese, die dialogische Struktur über den gesellschaftlichen Wertekanon greif- und sichtbar werden. Philosophie und Philosophieren stehen in einem Polylog, der zur argumentativen Teilhabe am diskursiven Verständigungsprozess über Wertvorstellungen befähigen soll. In den Exemplakanon sollen jene für klassisch befundenen Texte eingehen, die sich als Musterbeispiele philosophischer Lektüre ex post herauskristallisiert haben. Aus diesem Grund wird die Aufnahme zeitgenössischer Philosophen und Philosophinnen in den Exemplakanon abgelehnt. Sie können über den Randkanon jedoch im Unterricht behandelt werden. Die Lektüre beispielhafter philosophischer Literatur soll das jeweils Paradigmatische eines Philosophen oder einer philosophischen Schule pointiert und didaktisch gerahmt zeigbar, und durch Lektüre im Nachvollzug der Argumentation nachdenkbar machen, um am Beispiel philosophische Kompetenzen zu erwerben und weiterzuentwickeln. Exemplarische Texte sind nach Albus bspw. die Texte von René Descartes, Immanuel Kant oder John Locke. Darüber hinaus plädiert Albus in ihren Beiträgen zur Philosophiedidaktik dafür, Philosophinnen wie auch außereuropäische Philosophien als philosophische Quellen zu würdigen und arbeitet an Konzepten einer interkulturellen Philosophiedidaktik.

## Schriften (Auswahl)
- Weltbild und Metapher. Untersuchungen zur Philosophie im 18. Jahrhundert. Würzburg 2001, ISBN 3-8260-2117-7.
- Die Welt im lebendigen Spiegel. Leibniz` Monadologie. Gmünd 2008, ISBN 978-3-534-60033-5.
- Kanonbildung im Philosophieunterricht. Lösungsmöglichkeiten und Aporien. Dresden 2013, ISBN 978-3-942411-65-3. (Volltext)
- mit Karsten Altenschmidt (Hrsg.): Philosophieren mit jedermann. Ein hochschuldidaktisches Projekt zum Service Learning. Berlin 2014, ISBN 978-3-643-12130-1.
- mit Magnus Frank und Thomas Geier (Hrsg.): Sprachliche Bildung im Philosophieunterricht. Berlin 2017, ISBN 978-3-643-12940-6.